# Noegus uncatus
Noegus uncatus är en spindelart som beskrevs av Simon 1900. Noegus uncatus ingår i släktet Noegus och familjen hoppspindlar. Inga underarter finns listade i Catalogue of Life.